# Рејналд
Рејналд (енгл. Reinald) је био један од вођа Сељачког крсташког рата. Предводио је крсташку војску која је у опсади Херигордона поражена од стране турског султана Килиџа Арслана. Крсташи су доживели незапамћени пораз. Овом битком завршен је Сељачки крсташки рат.

## Сељачки крсташки рат
Чим је крсташка армија прешла Босфор и нашла се на тлу Мале Азије, Петар Пустињак је изгубио контролу над својом армијом, што није ни чудно будући да је већина крсташа била сличнија Емиху од Лајнингена неголи њему. Ту се нарочито истицао Рејналд који је убрзо створио језгро ратника са којима је пљачкао и убијао по околини. На једном од скупова, вођство је одузето од Петра Пустињака и предато Рејналду. Први његов подвиг након избора био је уништење насеља у којем су живели грчки хришћани. Грешку су увидели тек касније. Ана Комнина пише да су децу набијали на колац и пекли их живе. Као да им је то било мало, крсташи су се недуго потом потукли између себе.
Згрожен тиме, Петар Пустињак је напустио главнину војске и упутио се у Цариград не би ли од цара Алексија добио неке трупе којима би успоставио ред. Одмах по његовом одласку и онако несложна армија се још више завадила тако да је неколицина вођа било проглашено краљевима. У лудилу амбиције одлуче да ударе на Никеју не знајући да их султан Килиџ Арслан спреман ишчекује са својом копненом армијом. Под зидовима Никеје крсташи су, под вођством Рејналда, доживели незапамћени масакр (Опсада Херигордона). Од око 40.000 крсташа преживело је њих 2000. Крсташка армија више није постојала.